# Ingermanland (1842)
 For alternative betydninger, se Ingermanland. (Se også artikler, som begynder med Ingermanland)
Ingermanland (russisk «Ингерманланд») var et tre-mastet, fuldrigget linjeskib med 74 kanoner i Iezekiil-klassen, bygget i Arkhangelsk i 1842. Skibet gik på grund den 12. september 1842 ud for Kristiansand på sin jomfrutur og sank ud for Varhaug på Jæren. Omkring 503 personer blev reddet ved forliset, mens omtrent 389 omkom, og havariet er et af de største nogensinde ud for Sørlandskysten målt på tab af menneskeliv.